# Brachychira subargentea
Brachychira subargentea är en fjärilsart som beskrevs av Sergius G. Kiriakoff 1955. Brachychira subargentea ingår i släktet Brachychira och familjen tandspinnare. Inga underarter finns listade i Catalogue of Life.